# Nososticta koongarra
Nososticta koongarra – gatunek ważki z rodziny pióronogowatych (Platycnemididae).